# Eugen Iordache
Eugen Iordache (* 30. April 1922 in Bukarest; † 22. Februar 1988) war ein rumänischer Fußballspieler und -trainer. Er bestritt 159 Partien in der höchsten rumänischen Fußballliga, der Divizia A, und nahm an den Olympischen Spielen 1952 teil.

## Karriere
Iordache begann seine Karriere in seiner Heimatstadt bei Gloria Bukarest. Im Jahr 1942 wechselte er zum Lokalrivalen Juventus Bukarest. Durch die kriegsbedingte Unterbrechung des Spielbetriebs kam er erst am 25. August 1946 zu seinem ersten Einsatz in der höchsten rumänischen Spielklasse, der Divizia A. In der folgenden Spielzeit gelang ihm mit 22 Treffern die beste Ausbeute innerhalb einer Saison.
Iordache blieb Juventus bis zum Ende der Saison 1951 treu. Auch nach der Umsiedlung des Vereins nach Ploiești spielte er noch ein Jahr beim neuen Verein Flacăra Ploiești, ehe er im Jahr 1953 nach Bukarest zurückkehrte und sich Locomotiva anschloss. An seiner torreichen Jahre konnte er dort nicht mehr anknüpfen. Schon ein Jahr später wechselte er in die Divizia B zu Progresul Bukarest und zur Mitte der Saison 1954 zu Progresul Oradea und damit zurück ins Oberhaus. Nach der Saison kehrte er zu Progresul zurück und beendete dort nach der Saison 1955 seine Laufbahn.

## Nationalmannschaft
Eugen Iordache kam in zwölf Spielen der rumänischen Fußballnationalmannschaft zum Einsatz und erzielte dabei ein Tor. Seinen Einstand hatte er am 8. Oktober 1946 gegen Bulgarien. Bei den Olympischen Spielen 1952 in Helsinki stand er im rumänischen Aufgebot und kam im Spiel gegen den späteren Olympiasieger Ungarn zum Einsatz.

## Erfolge

### Als Spieler
- Teilnehmer an Olympischen Spielen: 1952

### Als Trainer
- Rumänischer Pokalfinalist: 1972